# Hengersberg
Hengersberg är en köping (Markt) i Landkreis Deggendorf i Regierungsbezirk Niederbayern i förbundslandet Bayern i Tyskland.